# Makrillgädda
Makrillgädda  (Scomberesox saurus) är en näbbgäddartad fisk som finns i östra och västra Atlanten.

## Kännetecken
Makrillgäddan liknar näbbgädda men har en rad småfenor bakom rygg och analfenan. En annan skillnad är att skelettet är vitt, inte grönt som hos näbbgäddan. Underkäken är endast något längre än överkäken; småynglens underkäke växer emellertid ut först. Båda käkarna är försedda med långa, vassa tänder. Arten kan bli upp till 50 centimeter lång och 0,5 kg tung.

## Utbredning
I östra Atlanten från Island till Norge, sällsynt vid Danmark och vidare runt Brittiska öarna till Medelhavet och Marocko. I västra Atlanten från Saint Lawrenceviken i Kanada till South Carolina i USA och Bermuda. Den har påträffats i Skagerack och Kattegatt, men fortplantar sig inte i Sverige.

## Levnadssätt
Makrillgäddan är en pelagisk havsfisk som håller sig i ytvattnet, vanligtvis i stim. Födan består av zooplankton, små fiskar, fiskägg och -yngel. Arten utgör själv föda för till exempel tonfisk och torsk.
Fortplantningen är delvis okänd, men äggen läggs långt ute till havs och flyter runt i små klumpar vid ytan.